# 前349年
| 千纪： | 前1千纪 |
| 世纪： | 前5世纪 \| 前4世纪 \| 前3世纪 |
| 年代： | 前370年代 \| 前360年代 \| 前350年代 \| 前340年代 \| 前330年代 \| 前320年代 \| 前310年代                                                                                                   |
| 年份： | 前354年 \| 前353年 \| 前352年 \| 前351年 \| 前350年 \| 前349年 \| 前348年 \| 前347年 \| 前346年 \| 前345年 \| 前344年                                                                     |
| 纪年： | 周顯王二十年 魯康公四年 齊威王八年 晉靜公八年 趙肅侯元年 魏惠王二十一年 韓昭侯十四年 秦孝公十三年 楚宣王二十一年 宋剔成君二十一年 衛成侯十三年 燕後文公十三年 越王無顓十二年 中山成公元年 |

## 大事记
- 当年，秦国开始设立县、设置秩史官职（《史记·六国年表》、呂祖謙《大事記》）。
- 赵肃侯即位（《史记·六国年表》）。同年将晋静公废为平民（史记·赵世家）。
- 《史记》<韩世家>与<六国年表>均记载当年“韩姬弑其君悼公”，然而此句中“韩姬”与“悼公”的身份至今不明[1]。
- 阿契美尼德帝国围困位于今黎巴嫩境内的赛达。